# Nationalpark Orjen
Der Nationalpark Orjen ist ein Nationalpark in Montenegro, der sich noch in Planung befindet. Er umfasst das Orjen-Gebirge nordwestlich der Bucht von Kotor.

## Geschichte
Erste Pläne für die Ausweisung eines Nationalpark Orjen gehen auf das Jahr 1960 zurück. Ein Teil des Gebietes zählt seit 1979 zum UNESCO-Weltnaturerbe der Bucht von Kotor. Die Regierung Montenegros hat im Jahr 2007 insgesamt 19.000 Hektar für einen Nationalpark veranschlagt, jedoch ist die Umsetzung bis heute nicht über den bürokratischen Prozess hinausgekommen. Insbesondere fehlt noch jegliche wissenschaftliche Dokumentation. Der Plan zur Errichtung des Nationalparks wurde unter anderem auf der Biodiversitätskonvention 2008 in Bonn vorgestellt.

## Geographie
Der Orjen ist das einzige litorale Hochgebirge der Dinariden. Der Gebirgskörper grenzt sich durch eine eindrucksvolle 800 bis 1300 Meter hohe Steilstufe zum Meer („Megakliff“) und die Glazialprägung von der Umgebung ab. Als tektonisch gehobene Bruchscholle überragt der Orjen das 800 bis 900 Meter ü. NN liegende montenegrinisch-herzegowinische Karsthochland zudem um 1000 Meter. Als Bruchschollengebirge, das horstartig über der erosiv in das Hochkarstplateau eingeschnittenen Bucht von Kotor thront und mit einem Unterschied von 1894 m zwischen dem niedrigsten und höchsten Punkt, spielt die Reliefenergie in der harschen Umwelt eine große Rolle. Die mit Karrenfeldern übersäte Landschaft kontrastiert mit reichen Vegetationstypen wie den immergrünen Hartlaubwäldern der unteren Lagen und den endemischen Tannen- und Kiefernwäldern der Hochlagen.
Der Orjen nimmt insgesamt eine Fläche von 400 km² ein und verläuft über 25 km von der Herzegowina im Westen nach Montenegro im Osten. Er ist aus vier Karstplateaus, die von scharfen Graten getrennt sind, aufgebaut. Drei fast parallele Kämme kollidieren im Zubački kabao, Orjens höchstem Punkt. Die Hochflächen sind ihrer Höhe nach von Nord nach Süd angeordnet, wobei die nördlichste, die Bijela gora, durch die Reovačka greda von der Mittelmeerküste abgeschirmt wird. Die weiteren Hochplateaus sind das Krivošije im Osten und das Pirina poljana und Vrbanj im Westen.
Niederschlags- und reliefbegünstigt war der Orjen ein Zentrum der pleistozänen Vergletscherung der Balkanhalbinsel. Im Stau des Orjen-Gebirges steigt der Jahresniederschlag auf über 5000 mm jährlich an. Dies sind zugleich Europas höchste Niederschlagssummen, die eher für tropische Regenwaldregionen oder dem vom Monsun geprägten Ost-Himalaya typisch sind, als für den sommertrockenen mediterranen Raum. Insbesondere profitiert aber die Vegetation von den häufigen Niederschlägen, denn selbst großflächige Hochwälder sind auf dem ansonsten trockenen Kalkboden möglich.

### Klima

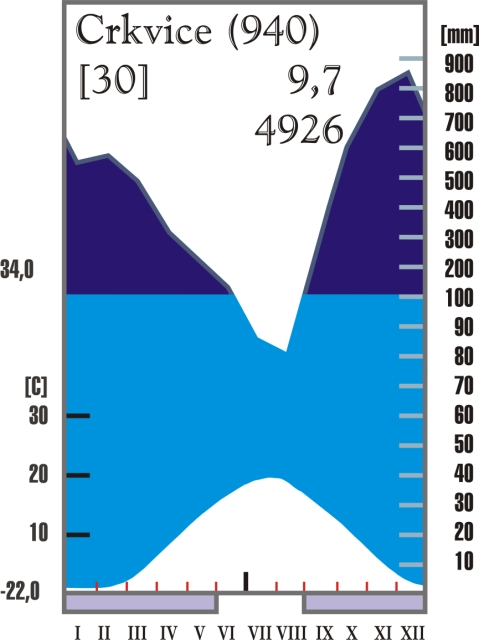
Klimadiagramm Crkvice (1930-1961)

Der Orjen-Nationalpark liegt im Bereich des subtropischen Winterregenklimas mit Hauptniederschlägen während des milden Winterwetters, wobei die anderen Jahreszeiten nicht wirklich trocken sind. Immerhin 25 Prozent des jährlichen Niederschlages fallen während der langen und heißen Sommermonate doch sind insbesondere Juni, Juli und August spürbar trockener. Durch die orografische Hebung der Luft beim Hinaufströmen auf das Gebirge erhöht sich der Niederschlag mit steigender Höhe bis 1900 Meter. Die durchschnittlichen Jahresniederschlagsmengen liegen zwischen 2500 Millimeter auf Meereshöhe und ca. 6400 Millimeter auf 1900 Meter Höhe. Der Schnee bleibt im Hochland gewöhnlich nicht vor November liegen und sammelt sich dann bis März oder April an. Die Aperzeit verläuft in den Hochlagen bis Anfang/Mitte Juni.
Mit steigender Höhe sinkt die Temperatur. Die Tiefstwerte fallen jedoch moderat aus, da der Park lediglich etwa 10 Kilometer vom Mittelmeer entfernt liegt. Die durchschnittlichen Tagestemperaturen im Gebiet Crkvice (940 Meter Höhe) liegen bei −3,2 bis 23,9 °C über das Jahr hinweg. In den niedrigeren Höhen unterhalb von etwa 500 Metern sind die Temperaturen im Durchschnitt höher. In Crkvice werden im Verlauf eines Jahres Tageshöchsttemperaturen von bis 34 °C erreicht. In Höhen über circa 1500 Meter werden die Temperaturen an heißen und trockenen Sommertagen durch häufige Sommergewitter und Schnee, den es bis zum Juni geben kann, gemäßigt. Eine gefährliche Mischung aus verdörrter Vegetation, niedriger Luftfeuchtigkeit und Gewittern führt häufig zu durch Blitzeinschlag verursachten Bränden.
|                       | Jan  | Feb  | Mär  | Apr  | Mai  | Jun  | Jul  | Aug  | Sep  | Okt  | Nov  | Dez  |   |       |
| Mittl. Tagesmax. (°C) | 4,9  | 5,5  | 8,1  | 12,0 | 16,8 | 20,5 | 23,8 | 23,9 | 20,3 | 16,0 | 10,4 | 6,5  | ⌀ | 14,1  |
| Mittl. Tagesmin. (°C) | −3,2 | −2,6 | −0,3 | 3,4  | 7,3  | 10,1 | 12,4 | 12,2 | 9,6  | 5,7  | 2,0  | −1,5 | ⌀ | 4,6   |
|                       |      |      |      |      |      |      |      |      |      |      |      |      |   |       |
| Niederschlag (mm)     | 584  | 474  | 507  | 386  | 204  | 134  | 74   | 142  | 256  | 499  | 720  | 642  | Σ | 4622  |
|                       |      |      |      |      |      |      |      |      |      |      |      |      |   |       |
| Regentage (d)         | 12,4 | 12,5 | 11,9 | 11,8 | 10,3 | 8,8  | 6,3  | 6,8  | 6,9  | 10,0 | 14,0 | 14,0 | Σ | 125,7 |

| −3,2 |

| −2,6 |

| −0,3 |

| 3,4 |

| 7,3 |

| 10,1 |

| 12,4 |

| 12,2 |

| 9,6 |

| 5,7 |

| 2,0 |

| −1,5 |

| −3,2 |

| −2,6 |

| −0,3 |

| 3,4 |

| 7,3 |

| 10,1 |

| 12,4 |

| 12,2 |

| 9,6 |

| 5,7 |

| 2,0 |

| −1,5 |

## Ökologie
| Station       | Höhe [m] | Klimatyp (nach Köppen) | Charakter                                                                              | Vegetationstyp                                                                              | Niederschlag [mm/a] | Schneedeckendauer |
| ------------- | -------- | ---------------------- | -------------------------------------------------------------------------------------- | ------------------------------------------------------------------------------------------- | ------------------- | ----------------- |
| Zubački kabao | 1894     | Dfsc                   | perhumides mediterranes Schneeklima                                                    | endemische oromediterrane Rasengesellschaft mit Sesleria robusta und Iris orjenii           | ca. 6250            | ca. 140 Tage      |
| Crkvice       | 940      | Cfsb                   | (fs= ohne Sommertrockenheit), perhumides mediterranes Gebirgsklima                     | hygro- und thermophiler Tannen-Buchenwald mit reliktischen Karst-Blockhalden Tannenwäldern  | 4622                | 70 Tage           |
| Risan         | 0        | Cs’’a                  | (s’’= zweifache winterliche Niederschlagsperiode), perhumides mediterranes Küstenklima | Exklave des reliktischen Lorbeerwaldes im Mittelmeer mit Nerium oleander und Laurus nobilis | 3500                | 2 Tage            |

* ökologisch-meteorologische Tabelle mit Kennwerten des Klimas auf einem 15 km langen Transekt zwischen dem Gebirgsfuß am Mittelmeer und dem höchsten Gebirgsgipfel im Orjen.

## Spezielle Schutzzonen
Alle natürlichen Vorkommen der Schlangenhaut-Kiefer (Pinus heldraichii) sind im Orjen als Reservat ausgewiesen.